# Ivösjön
Ivösjön (Lacul Ivö) este un lac situat în partea de sud a Suediei, în regiunea Scania. Are o suprafață de 50,1 km2, ceea ce îl categorizează ca fiind cel mai întins lac din regiune. Adâncimea maximă a lacului este de 50 m. Pe lac se află mai multe insule printre care Insula Ivö, pe care se află amplasată localitatea Ivön. Următoarea insulă ca mărime, Enön este nelocuită. Ivösjön face parte din arealul Natura 2000 numit Ivösjön-Oppmanasjön, creat cu rolul de a proteja habitatul păsărilor din zonă. Pescuit. Pe malul estic al lacului se află Bromölla, centru turistic și industrial. Între Barum și Ivön legătura este asigurată prin intermediul unei linii de feribot.